# Antoon van Elk
Antoon van Elk (Wamel, 13 augustus 1906 – Nijmegen, 27 juni 1972) was een Nederlands burgemeester. 
Hij werd geboren als zoon van Johannes van Elk (landbouwer) en Wilhelmina Herckenrath. Hij was werkzaam bij de gemeentesecretarie van Wamel voor hij midden 1946 benoemd werd tot burgemeester van Horssen en Bergharen. In september 1971 ging Van Elk met pensioen en de volgende zomer overleed hij op 65-jarige leeftijd. Zijn oudere broer Wilhelmus van Elk is burgemeester van Westervoort en Bemmel geweest.